# Себеж (станция)
Се́беж — участковая железнодорожная станция 1-го класса Санкт-Петербург-Витебского региона Октябрьской железной дороги. Расположена в городе Себеж Себежского района Псковской области на 617-м километре железнодорожной линии Москва — Рига. Неофициально (временно) открыта в 1900 году для временного пассажирского и грузового движения, официально — в 1901 году в составе Московско-Виндавской железной дороги. Станция и железнодорожный вокзал являются режимными объектами Пограничной службы ФСБ России, а также зоной таможенного контроля для всех поездов без исключения.

## История

### До Первой Мировой войны
" Имею честь донести, что, осмотрев участок Себеж — Пустошка Московско-Виндавской линии протяжением 55 верст, мною разрешено открыть 9 сентября временное пассажирское и грузовое движение. "— Из телеграммы инспектора технического отдела Управления по сооружению дорог А. Струве министру путей сообщения в 1900 году.
История станции тесно связана с историей самого города.
Станция Себеж в одноимённом уездном центре Витебской губернии была открыта в марте 1901 года в составе Московско-Виндавской железной дороги, принадлежавшей в свою очередь «Обществу Московско-Виндаво-Рыбинской железной дороги». Впоследствии было организовано пассажирское движение до станции Крейцбург, а с 1904 года — до Виндавы, в связи с полным завершением строительства дороги.
В расписании лета 1903 года станция Себеж на 578 версте от Москвы и 166 версте от Крейцбурга, в расписании зимы 1905-1906 годов на том же расстоянии от Москвы и в 448 верстах от Виндавы.
В 1905 году в Себеже возникла подпольная революционная организация железнодорожников и рабочих (имеется раздел в Себежском краеведческом музее).

### Первая Мировая война
После распада Российской Империи все акционерные общества были ликвидированы в пользу государства. Имущество Московско-Виндаво-Рыбинской железной дороги было передано новообразованным железным дорогам НКПС, в т.ч. Московско-Балтийской, куда вошла и станция Себеж. Станция играла значительную роль в качестве таможенного переезда из Москвы в Ригу в промежуток между распадом Российской Империи и до присоединения Латвии к СССР. Именно здесь все поезда останавливались для проверки грузов и пассажиров перед пересечением границы. Изначально вокзал представлял собой небольшое деревянное здание.
Во время немецкого наступления 1918 года здесь участвовал в боевых действиях бронепоезд «Себежский».

### Межвоенное время
В 1922 году были расформированы Управления Александровской и Московско-Балтийской железных дорог и создана Московско-Белорусско-Балтийская железная дорога, в которую и вошла станция Себеж.
24 марта 1924 года Витебская губерния была упразднена. Большая часть её территории осталась в составе Белорусской ССР (или по другим данным, была передана в её состав из состава РСФСР), а Велижский, Невельский и Себежский уезды — к Псковской губернии РСФСР.
Основная статья: Нетте, Теодор Иванович
В 1926 году станцию пытались переименовать именем погибшего в Латвии дипкурьера Теодора Нетте.

" Из протокола заседания Президиума Псковского губисполкома 20 февраля 1926 года:

Слушали: постановление Себежского уездного съезда Советов о переименовании станции Себеж именем Т. Нетте.

Постановили: С постановлением Себежского уездного съезда Советов о переименовании станции Себеж именем Т. Нетте согласиться, возбудив соответствующее ходатайство перед Президиумом ЦИК. "— Газета "Вече" 30 марта 2006 года
Владимир Маяковский, с которым Нетте был лично знаком, посвятил этому событию стихотворение «Товарищу Нетте — пароходу и человеку»:
...
Мы живем, зажатые железной клятвой.
За нее — на крест, и пулею чешите:
это —  чтобы в мире без Россий, без Латвий,
жить единым человечьим общежитьем.
...В. В. Маяковский
С 1 июля 1936 года станция передаётся из управления Московско-Белорусско-Балтийской железной дороги в состав Калининской железной дороги.
После присоединения Латвии к СССР станция, вероятнее всего, утратила статус досмотровой, таможенные операции не производились. Это сократило время стоянки всем поездам без исключения.
По состоянию на начало Великой Отечественной войны участок Великие Луки — Себеж был двухпутным, а сама станция находилась уже в черте Калининской области (ныне Тверская).
- Лист 8. Калининская железная дорога

### Великая Отечественная война
Основная статья: Себеж
В первый же день Великой Отечественной войны в Себеже началась мобилизация. Многие себежане шли в военкомат добровольно, не дожидаясь повесток, и уже к вечеру 23 июня 1941 года со сборных пунктов к железнодорожной станции двинулись воинские команды. Но линия фронта быстро приближалась к городу; уже начиная с 29 июня железнодорожная станция в Себеже подвергалась интенсивным налётам немецко-фашистской авиации. 7 июля 1941 года в Себеж вступили войска вермахта — части 3-й моторизованной дивизии СС «Мёртвая голова» обергруппенфюрера СС Теодора Эйке и 56-го моторизованного корпуса генерала Эриха фон Манштейна, оттеснившие части 21-го механизированного корпуса генерал-майора Д. Д. Лелюшенко (в ряде источников указана другая дата: 9 июля).
С 7 июля 1941 по 17 июля 1944 года станция была оккупирована немецко-фашистскими захватчиками. Практически весь 1943 год Себежский и Идрицкий районы, за исключением станций Себеж и Идрица, находились под контролем Братского партизанского края, здесь вели рельсовую войну партизаны десяти Калининских бригад (Себежское железнодорожное подполье и партизаны, позже в 1959 году возведут «Курган Дружбы», ныне находится на стыке границ Белоруссии, Латвии и России).
Освобождён Себеж был на рассвете 17 июля 1944 года в ходе Режицко-Двинской операции воинами 150-й стрелковой дивизии полковника В. М. Шатилова (действовала в составе 3-й ударной армии 2-го Прибалтийского фронта) — той самой дивизии, воины которой 1 мая 1945 года штурмом овладели рейхстагом и водрузили на нём Знамя Победы. Уже к 8 часам утра немецкий гарнизон города прекратил сопротивление.

### Послевоенное время
После освобождения территории второй путь на участке Великие Луки — Себеж восстановлен не был.
22 августа 1944 года Указом Президиума Верховного Совета СССР была образована Великолукская область, в состав которой вошли Себеж и Себежский район. Указом Президиума Верховного Совета РСФСР от 2 октября 1957 года эта область была упразднена, а Себеж и Себежский район отошли к Псковской области.
В ноябре 1953 года было построено современное здание вокзала. До войны и сразу после до появления тепловозов было паровозное оборотное депо и поворотный треугольник.
В 1961 году Калининская железная дорога была расформирована. Станция Себеж была передана в управление Октябрьской железной дороге.
На станции в послевоенное время и до современного состояния останавливались поезда в основном сообщением Рига — Москва и Рига — Себеж.
Согласно указателю железнодорожных пассажирских сообщений (МПС, — 1986 год), остановки по станции Себеж осуществляли следующие поезда:
| № поезда | Пункт отправления | Пункт назначения | Название | Прибытие | Стоянка (мин) | Отправление | Остановки (по станциям) |
| -------- | ----------------- | ---------------- | -------- | -------- | ------------- | ----------- | --- |
| 4        | Рига              | Москва           | «Юрмала» | 0:50     | 4             | 0:54        | Новосокольники, Великие Луки, Нелидово, Ржев-Балтийский, Волоколамск |
| 32       | Рига              | Москва           | —        | 1:29     | 3             | 1:32        | Пустошка, Великие Луки, Кунья, Западная Двина, Ржев-Балтийский, Волоколамск |
| 186      | Рига              | Москва           | —        | 3:09     | 9             | 3:18        | до ст. Волоколамск везде, кроме: Гущино, Воробецкая, далее без остановок |
| 31       | Москва            | Рига             | —        | 3:58     | 7             | 4:05        | Резекне-2, Крустпилс |
| 605      | Себеж             | Рига             | —        | —        | —             | 4:40        | до Айзкраукле везде, кроме: Озолсала, далее Огре |
| 1        | Москва            | Рига             | «Латвия» | 5:29     | 2             | 5:31        | Резекне-2, Крустпилс |
| 688      | Рига              | Себеж            | —        | 6:30     | —             | —           | ПРИБЫТИЕ |
| 393      | Москва            | Рига             | —        | 6:49     | 7             | 6:56        | до ст. Крустпилс везде, далее Плявиняс, Айзкраукле, Огре |
| 3        | Москва            | Рига             | «Юрмала» | 7:16     | 3             | 7:19        | Резекне-2, Крустпилс |
| 687      | Себеж             | Рига             | —        | —        | —             | 14:30       | до Айзкраукле везде, далее Огре |
| 185      | Москва            | Рига             | —        | 14:40    | 10            | 14:50       | до ст. Юмправа везде, кроме: ст. Алотене, далее Огре |
| 394      | Рига              | Москва           | —        | 15:23    | 14            | 15:36       | до ст. Волоколамск везде, кроме: Гущино, Воробецкая, Сердце, Русаново, Барсово, Улин, Замошье, Подсосенка, Паникля, Ильмановка, Махерово, Лошаки, Муравьёво, Бартенево, Погорелое Городище, далее без остановок |
| 606      | Рига              | Себеж            | —        | 21:03    | —             | —           | ПРИБЫТИЕ |

В это же время без остановок по станции проходил поезд №2 «Латвия» сообщением Рига — Москва (однако совершал стоянку по малодеятельной станции Жижица; остановки на тот момент — Крустпилс, Резекне-2, Великие Луки, Жижица, Ржев-Балтийский, Волоколамск).

## Современное состояние
В связи с распадом Советского Союза и стабильного ухудшения политических и экономических отношений с Латвийской Республикой по участку Новосокольники — Посинь пассажирское и грузовое движение по станции значительно сократилось, однако станция перепрофилировала своё назначение, вернувшись к практике межвоенного периода — таможенный (ФТС России) и пограничный контроль (ПС ФСБ России). В настоящее время железнодорожная станция является режимным объектом, проход на территорию которой ограничен, фотосъёмка также запрещена. Многие поезда были отменены, назначены беспересадочные вагоны от Москвы и Санкт-Петербурга.
По состоянию на июнь 2008 года движение было таковым:
| Номер поезда | Станция отправления | Станция назначения | Прибытие | Стоянка | Отправление | Вид движения                                 |
| ------------ | ------------------- | ------------------ | -------- | ------- | ----------- | -------------------------------------------- |
| 6506         | Себеж               | Великие Луки       | —        | —       | 4:09        | пригородный поезд                            |
| 6501         | Великие Луки        | Себеж / Посинь     | 12:20    | 45      | 13:05       | пригородный поезд                            |
| б/н          | Москва              | Себеж              | 12:20    | 45      | 13:05       | беспересадочный вагон в составе поезда №6501 |
| б/н          | Санкт-Петербург     | Себеж              | 12:20    | 45      | 13:05       | беспересадочный вагон в составе поезда №6501 |
| 6502         | Себеж / Посинь      | Великие Луки       | 14:52    | 38      | 15:30       | пригородный поезд                            |
| б/н          | Себеж               | Москва             | 14:52    | 38      | 15:30       | беспересадочный вагон в составе поезда №6502 |
| б/н          | Себеж               | Санкт-Петербург    | 14:52    | 38      | 15:30       | беспересадочный вагон в составе поезда №6502 |
| 6505         | Великие Луки        | Себеж              | 21:16    | —       | —           | пригородный поезд                            |

Также в это время по станции совершали стоянку поезда №1/2 «Latvijas Ekspresis» и №3/4 «Jūrmala» Latvijas Dzelzceļš сообщением Москва — Рига — Москва (время прибытия и отправления неизвестно).
Движение беспересадочных вагонов дальнего следования от/до Москвы и Санкт-Петербурга прекращено ориентировочно в 2012 году.
Движение пригородных поездов на локомотивной тяге производилось до 2013 года, затем ему на смену пришёл рельсовый автобус. С 2015 года была отменена последняя останавливающаяся пара пригородных поездов №6505/6506 Великие Луки — Себеж.
По состоянию на февраль 2018 года на станции останавливался только один пассажирский поезд, сообщением Москва — Рига (с вагонами беспересадочного сообщения Санкт-Петербург — Рига). С 16 марта 2020 года в связи с распространением коронавирусной инфекции движение единственного поезда было прекращено по инициативе латвийской стороны, так как поезд № 1/2 «Latvijas Ekspresis» принадлежал частному латвийскому перевозчику.
| Номер поезда | Станция отправления | Станция назначения | Прибытие | Стоянка | Отправление | Остановки                                                                    |
| ------------ | ------------------- | ------------------ | -------- | ------- | ----------- | ---------------------------------------------------------------------------- |
| 2            | Рига                | Москва             | 23:06    | 50      | 23:56       | Идрица, Пустошка, Новосокольники, Великие Луки, Ржев-Балтийский, Волоколамск |
| 1            | Москва              | Рига               | 3:25     | 50      | 4:15        | Зилупе, Резекне-2, Крустпилс                                                 |

Таким образом, пассажирское железнодорожное сообщение по станции Себеж по состоянию с марта 2020 по октябрь 2021 года полностью отсутствовало.
С 1-го октября 2021 года снова курсирует поезд №6509/6510 Великие Луки — Себеж — Великие Луки, однако уже изменённым расписанием: прибытие в 20:05 по пятницам и выходным, отправление в 7:15 по выходным и понедельникам.
На станции 9 путей, из них 7 — приёмоотправочные (де-факто только 6 (№1-6) предназначены для полновесных составов, а также продолжение 2-го пути с неизвестной литерой — путь №2(с неизв. лит.)), остальные 2 (№8 и №9) используются только для маневровых операций по станции. Также на станции расположены не менее 9 тупиков различного назначения. Однопутные перегоны к соседним станциям Гарнея (в сторону Риги) и Заваруйка (в сторону Москвы) оборудованы полуавтоматической блокировкой СЦБ. Станция находится на обслуживании ПЧ-45 (Новосокольническая) и ШЧ-23 (Великолукская) структурных подразделений Октябрьской железной дороги. Движение грузовых поездов в основном осуществляется по маршрутам Россия — Вентспилс (реже Рига). Пригородное движение с Латвией отсутствует более 20 лет. Электрификация по станции отсутствует. По станции имеют стоянку все поезда без исключения.
Станция оборудована одной низкой боковой платформой, расположенной, как и вокзал, с южной стороны станции. Имеется пешеходный мост над станцией. Доступ на территорию станции пассажиров для посадки на поезда дальнего следования осуществлялся только в момент прибытия поездов из Москвы (ориентировочно, на время посадки — 20 минут), и спустя ориентировочно 20-30 минут после прибытия поездов из Риги (стоянка поезда — 50 минут в обе стороны). Остальное время занимала процедура таможенного и пограничного контроля поездов. В это же время на станции для всех пассажирских поездов, следующих за пределы Российской Федерации, производилась смена локомотива: тепловоз Октябрьской железной дороги ‹—› тепловоз Латвийских железных дорог. В остальное время доступна только одна половина вокзала (западное крыло) с билетными кассами, без возможности выхода на перрон. Станция оборудована видеонаблюдением и забором по всему периметру от/до входных сигналов. Также в границах станции расположены два переезда (Первомайская улица) — у западной (чётной) горловины станции, возле поста ЭЦ, с восточной — дорога 58К-555 (улица без наименования).
- Схематический план станции

Выход — к небольшой привокзальной площади и автобусной остановке (маршрут №1, всего их в городе два), позволяющей добраться до автовокзала и Замковой Горы — главной достопримечательности города.
| Номер | Пункт отправления | Пункт назначения |
| ----- | ----------------- | ---------------- |
| 1     | Вокзал            | Замковая Гора    |

Несмотря на километраж от Рижского вокзала города Москвы и расположение города возле автомагистрали М9 "Балтия", в настоящее время, железнодорожное сообщение с Москвой отсутствует, а автобусное — 3 раза в неделю (по состоянию на апрель 2021 года).

### Происшествия
1 июля 2019 года, на перегоне Заваруйка — Себеж (возле платформы Кузнецовка) водитель грузового автомобиля, грубо нарушив правила дорожного движения, выехал на железнодорожный переезд автодороги 58К-284 (Опочка — Дубровка — граница с Беларусью) при исправно действующей сигнализации перед приближающимся рабочим поездом №8753. Машинист применил экстренное торможение, но расстояние было недостаточным для предотвращения столкновения. В результате ДТП машинист поезда погиб, помощник машиниста госпитализирован в тяжелом состоянии (и впоследствии, как сообщалось ранее со ссылкой на собственные источники, скончался). Также пострадали трое работников, находившихся в поезде. На место направлен восстановительный поезд со станции Новосокольники.

## Галерея
На станции запрещено осуществлять без разрешения начальника пограничного органа фото- и видеосъемку пограничных нарядов, пограничных знаков, инженерно-технических сооружений, других объектов пограничных органов, в том числе с использованием сверхлегких воздушных судов, беспилотных воздушных судов, безмоторных летательных аппаратов, не имеющих механического привода.
- Станция «Себеж» Московско-Виндаво-Рыбинской железной дороги.
- Вокзал станции в эпоху СССР — проект «Фотолинии»
- Вокзал станции Себеж, апрель 2010 г.
- Вид на станцию с моста, вид в сторону Риги, 2019 г.
- вокзал станции Себеж со стороны привокзальной площади, 2018 г.